# 革命デュアリズム
「革命デュアリズム」（かくめいデュアリズム）は、2013年10月23日にキングレコードから発売された水樹奈々×T.M.Revolutionによるコラボレーションシングル。

## 概要
- テレビアニメ『革命機ヴァルヴレイヴ』2ndシーズンオープニングテーマ。
- 前作「Preserved Roses」はT.M.Revolutionの全楽曲を手掛ける浅倉大介が担当したのに対し、本作は水樹奈々の多くの楽曲を手掛けるElements Gardenの上松範康が担当している。
- そのため、アーティスト名が前作は『T.M.Revoluion×水樹奈々』であったのに対し、本作では『水樹奈々×T.M.Revolution』とそれぞれ名前の順番が入れ替わっている。
- 第64回NHK紅白歌合戦での歌唱曲となった（『-革命2013- 紅白スペシャルコラボレーション』として「Preserved Roses」とのメドレー）。

## 収録内容

### Type-A（初回限定盤）
| 全作詞: Hibiki、全作曲: 上松範康（Elements Garden）、全編曲: 岩橋星実（Elements Garden）。 |                                        |        |                                |      |
| #                                                                                          | タイトル                               | 作詞   | 作曲・編曲                     | 時間 |
| 1.                                                                                         | 「革命デュアリズム」                   | Hibiki | 上松範康 （ Elements Garden ） | 3:59 |
| 2.                                                                                         | 「革命デュアリズム」(アニメバージョン) | Hibiki | 上松範康 （ Elements Garden ） | 1:32 |
| 合計時間:                                                                                  | 合計時間:                              | 5:31   |                                |      |

| #         | タイトル                                     | 作詞 | 作曲・編曲 | 時間 |
| --------- | -------------------------------------------- | ---- | ---------- | ---- |
| 1.        | 「革命デュアリズム」(MUSIC VIDEO)            |      |            | 5:54 |
| 2.        | 「革命デュアリズム」(TV SPOT)                |      |            | 2:30 |
| 3.        | 「TVアニメ「革命機ヴァルヴレイヴ」 TV SPOT」 |      |            | 0:45 |
| 合計時間: | 合計時間:                                    | 9:09 |            |      |

### Type-B（期間限定盤）
| #         | タイトル             | 作詞 | 作曲・編曲 | 時間 |
| --------- | -------------------- | ---- | ---------- | ---- |
| 1.        | 「革命デュアリズム」 |      |            | 3:59 |
| 合計時間: | 合計時間:            | 3:59 |            |      |

### Type-C（通常盤）
| #         | タイトル                                  | 作詞  | 作曲・編曲 | 時間 |
| --------- | ----------------------------------------- | ----- | ---------- | ---- |
| 1.        | 「革命デュアリズム」                      |       |            | 3:59 |
| 2.        | 「革命デュアリズム」(Nana Mizuki Only)    |       |            | 3:59 |
| 3.        | 「革命デュアリズム」(T.M.Revolution Only) |       |            | 3:59 |
| 合計時間: | 合計時間:                                 | 11:57 |            |      |

## 認定・受賞
|                        | 認定・賞 |
| ---------------------- | -------- |
| 日本レコード協会       | ゴールド |
| 第55回日本レコード大賞 | 企画賞   |

## カバー
- Roselia［湊友希那（相羽あいな）］、美竹蘭（佐倉綾音） - 2019年3月16日にゲーム『バンドリ! ガールズバンドパーティ!』に追加[3]、同日発売のCD『バンドリ！ ガールズバンドパーティ！ カバーコレクション Vol.2』にも収録[4]。友希那が西川のパートを、蘭が水樹のパートを担当する。編曲は原曲同様、岩橋によるもの。